# W aucie
W aucie – jedyny singel polskiego duetu hip-hopowo-pop-rapowego TPWC sygnowanego jako Sokół feat. Pono. Kompozycja pochodzi z albumu Teraz pieniądz w cenie, a gościnnie wystąpili w niej Franek Kimono i Jędker (zastąpiony w zremiksowanej wersji towarzyszącej teledyskowi przez Freda).
Wydawnictwo w formacie CD ukazało się w 2008 nakładem wytwórni muzycznej Prosto. Producentem singla był Robert M. Na nośniku znalazło się sześć remiksów utworu tytułowego, których autorami byli Bogdan Kondracki jako Jazzboy, Fred oraz Basbecki.
Utwór zyskał dużą popularność. Zdobywał pierwsze miejsca na listach przebojów głównych polskich stacji muzycznych jak 4fun.tv czy Viva Polska. Był nominowany do nagrody Viva Comet 2008 w kategorii „charts award”. Teledysk wyreżyserował Jakub Łubniewski, znany m.in. ze współpracy z grupami WWO i Hemp Gru. Oprócz wykonawców piosenki w obrazie wystąpił także aktor i satyryk Stefan Friedmann. Wideoklip otrzymał Fryderyka 2009 oraz wygrał w kategorii scenariusz na Festiwalu Yach Film. Ponadto był nominowany do Grand Prix (nagroda główna) tego festiwalu.
Do listopada 2021 wideoklip został wyświetlony ponad 42 miliony razy na oficjalnym profilu Prosto w serwisie YouTube. Pomimo faktu że w piosence jest mowa o Fiacie Ritmo (w moim Ritmo na tylnych siedzeniach), w teledysku pojawia się sportowy Fiat X1/9 oraz Maserati SPYDER Zagato (kabriolet wersji Maserati Biturbo).
W sierpniu 2008 został opublikowany teledysk do remiksu Kondrackiego z gościnnym udziałem Tomasz „Tomsona” Lacha, wokalisty zespołu Afromental.

## Lista utworów
Opracowano na podstawie materiału źródłowego.
1. „W aucie” – 3:28
2. „W aucie (Jazzboy rmx) ft. Fred, Tomson” – 3:27
3. „W aucie (Robert M. house rmx)” – 3:03
4. „W aucie (Fred rmx)” – 3:28
5. „W aucie (Jazzboy rmx) ft. Tomson” – 3:28
6. „W aucie (Basbecki rock rmx)” – 3:43

## Twórcy
Opracowano na podstawie materiału źródłowego.
- Rafał „Pono” Poniedzielski (TPWC) – wokal, słowa
- Wojciech „Sokół” Sosnowski (TPWC) – wokal, słowa
- Piotr „Franek Kimono” Fronczewski – wokal, słowa
- Robert „Robert M” Mączyński – produkcja
- Andrzej Wawrykiewicz – wokal (1, 3, 5–6), słowa (1, 3, 5–6)
- Wojciech „Fred” Friedmann – wokal (2, 4), słowa (2, 4), produkcja (4)
- Bogdan „Jazzboy” Kondracki – produkcja (2, 5)
- „Basbecki” – produkcja (6)
- Tomasz „Tomson” Lach – wokal wspierający (2, 5)